# Bukavu flygplats
Bukavu flygplats är en flygplats vid staden Bukavu i Kongo-Kinshasa. Den ligger i provinsen Södra Kivu, i den östra delen av landet, 1 500 km öster om huvudstaden Kinshasa. Bukavu flygplats ligger 1 720 meter över havet. IATA-koden är BKY och ICAO-koden FZMA. Bukavu flygplats hade 9 817 starter och landningar, samtliga inrikes, med totalt 19 024 passagerare, 377 ton inkommande frakt och 2 820 ton utgående frakt 2015.